# Chaenostoma caeruleum
Chaenostoma caeruleum är en flenörtsväxtart som först beskrevs av Carl von Linné d.y., och fick sitt nu gällande namn av Kornhall. Chaenostoma caeruleum ingår i släktet Chaenostoma och familjen flenörtsväxter. Inga underarter finns listade i Catalogue of Life.